# 勝又英樹
勝又 英樹（かつまた ひでき、1980年6月16日 - ）は、埼玉県草加市出身の元プロバスケットボール選手である。ポジションはスモールフォワード、パワーフォワード。195cm、80kg。田臥世代の一人。

## 来歴
出身は埼玉県草加市になっているが、生まれは宮城県。両親は宮城県牡鹿郡女川町出身であり、本人も生まれてから6歳まで女川町で過ごした。
草加市立両新田中学校在籍時の13歳の時にバスケットボールを始める。
その後、高校は東京の名門京北高校に進学。1998年インターハイではベスト16入り。
東海大学では2002年インカレでベスト16入り。
大学卒業後、新潟アルビレックスA2（二軍）に入団。
2004年、A1（一軍）に昇格。
2005年、bjリーグが開幕すると、東京アパッチに入団。ドラフト外ながらコンスタントに出場。1シーズン目の3位にも貢献する。
2007年、仙台89ERSに移籍。
2009年、大阪エヴェッサに移籍。スーパーサブとして活躍し、自身初のファイナル進出を果たすが、浜松に敗れる。
2012年、現役引退。
2014年、bjチャレンジリーグ・兵庫インパルスのテクニカルコーチに就任。2015年よりヘッドコーチを務める。

## 経歴
- 京北高校 - 東海大学 - 新潟 - 東京 - 仙台 - 大阪（2009年〜2012年）